# Resultados da fase final da Liga dos Campeões da AFC de 2012
Sumário das partidas da fase final da Liga dos Campeões da AFC de 2012.

## Oitavas-de-final
| Equipe 1              | Resultado         | Equipe 2       |
| --------------------- | ----------------- | -------------- |
| Al-Jazira             | 3–3 (pro) 2–4 (p) | Al-Ahli        |
| Sepahan               | 2–0               | Esteghlal      |
| Al-Ittihad            | 3–0               | Persepolis     |
| Al-Hilal              | 7–1               | Baniyas        |
| Adelaide United       | 1–0               | Nagoya Grampus |
| Seongnam Ilhwa Chunma | 0–1               | Bunyodkor      |
| Ulsan Hyundai         | 3–2               | Kashiwa Reysol |
| Guangzhou Evergrande  | 1–0               | FC Tokyo       |

| 22 de maio  | Al-Jazira                                | 3 – 3 (pro) | Al-Ahli                                                 | Mohammed Bin Zayed Stadium, Abu Dhabi   |
| 19:45 UTC+4 | Ricardo Oliveira 33', 114' · Delgado 62' | Relatório   | Marcelo Camacho 22' · Al Hosni 75' · Victor Simões 118' | Público: 13 355 Árbitro: JAP Ruyji Sato |

|                                       |       | Penalidades                                       |  |
| Neill Zayed Ricardo Oliveira Barghash | 2 – 4 | Palomino Victor Marcelo Camacho Almuaiouf Hussain |  |

| 22 de maio     | Sepahan                | 2 – 0     | Esteghlal | Foolad Shahr Stadium, Isfahan             |
| 20:30 UTC+4:30 | Correa 8' · Bengar 34' | Relatório |           | Público: 12 351 Árbitro: KOR Kim Dong Jin |

| 23 de maio  | Al-Ittihad                                       | 3 – 0     | Persepolis | Estádio Príncipe Abdullah al-Faisal, Jidá       |
| 21:10 UTC+3 | Naif Hazazi 36' (pen) · Faouzi 45+1' · Autef 88' | Relatório |            | Público: 15 300 Árbitro: UZB Valentin Kovalenko |

| 23 de maio  | Al-Hilal                                                                 | 7 – 1     | Baniyas         | Estádio Príncipe Faisal bin Fahd, Riade      |
| 21:10 UTC+3 | Byung-Soo Yoo 23', 38', 53', 61' · Wilhelmsson 26', 59' · Al Dawsari 86' | Relatório | Yeste 57' (pen) | Público: 22 518 Árbitro: BHR Nawaf Shukralla |

| 29 de maio     | Adelaide United | 1 – 0     | Nagoya Grampus | Hindmarsh Stadium, Adelaide                    |
| 19:30 UTC+9:30 | McKain 41'      | Relatório |                | Público: 9 758 Árbitro: SIN Abdul Malik Bashir |

| 29 de maio  | Seongnam Ilhwa | 0 – 1     | Bunyodkor         | Tancheon Sports Complex, Seongnam        |
| 19:30 UTC+9 |                | Relatório | Karimov 53' (pen) | Público: 3 808 Árbitro: IRN Mohsen Torki |

| 30 de maio  | Ulsan Hyundai                                               | 3 – 2     | Kashiwa Reysol                             | Munsu Cup Stadium, Ulsan                        |
| 19:30 UTC+9 | Kim Shin-Wook 54' · Naoya Kondo 71' (g.c) · Lee Keun-Ho 88' | Relatório | Leandro Domingues 67' · Junya Tanaka 90+1' | Público: 14 341 Árbitro: UAE Mohamed Al Zarooni |

| 30 de maio  | Guangzhou Evergrande | 1 – 0     | FC Tokyo | Tianhe Stadium, Cantão                        |
| 20:00 UTC+8 | Cléo 31'             | Relatório |          | Público: 39 560 Árbitro: QAT Abdullah Balideh |

## Quartas-de-final
| Equipe 1        | Total | Equipe 2             | 1.º jogo | 2.º jogo  |
| --------------- | ----- | -------------------- | -------- | --------- |
| Al-Ittihad      | 5–4   | Guangzhou Evergrande | 4–2      | 1–2       |
| Sepahan         | 1–4   | Al-Ahli              | 0–0      | 1–4       |
| Adelaide United | 2–3   | Bunyodkor            | 2–2      | 2–3 (pro) |
| Ulsan Hyundai   | 5–0   | Al-Hilal             | 1–0      | 4–0       |

### Partidas de ida
| 19 de setembro | Adelaide United             | 2 – 2     | Bunyodkor                 | Hindmarsh Stadium, Adelaide                     |
| 19:30 UTC+9:30 | Ramsay 7' · Kostopoulos 16' | Relatório | Hasanov 44' · Salomov 75' | Público: 10 366 Árbitro: OMA Abdullah Al-Hilali |

| 19 de setembro | Ulsan Hyundai | 1 – 0     | Al-Hilal | Munsu Cup Stadium, Ulsan               |
| 19:30 UTC+9    | Rafinha 10'   | Relatório |          | Público: 5 955 Árbitro: JAP Ryuji Sato |

| 19 de setembro | Sepahan | 0 – 0     | Al-Ahli | Foolad Shahr Stadium, Isfahan            |
| 20:30 UTC+4:30 |         | Relatório |         | Público: 9 280 Árbitro: HKG Liu Kwok Man |

| 19 de setembro | Al-Ittihad                                          | 4 – 2     | Guangzhou Evergrande          | Estádio Príncipe Abdullah al-Faisal, Jidá    |
| 20:35 UTC+9:30 | Diego Souza 28' · Noor 49' (pen.) · Hazazi 61', 88' | Relatório | Gao Lin 27' · Huang Bowen 39' | Público: 15 971 Árbitro: LIB Andre El Haddad |

### Partidas de volta
| 2 de outubro | Guangzhou Evergrande           | 2 – 1     | Al-Ittihad      | Tianhe Stadium, Cantão                    |
| 20:00 UTC+8  | Barrios 19' · Conca 35' (pen.) | Relatório | Al-Muwallad 79' | Público: 39 997 Árbitro: KOR Kim Dong-Jin |

| 2 de outubro | Al-Ahli                                                      | 4 – 1     | Sepahan    | Estádio Príncipe Abdullah al-Faisal, Jidá |
| 20:15 UTC+3  | Victor Simões 30' (pen.) · Al-Hosni 35', 45+1' · Jaizawi 70' | Relatório | Talebi 37' | Público: 16 838 Árbitro: AUS Peter Green  |

| 3 de outubro | Bunyodkor                                          | 3 – 2 (pro) | Adelaide United         | JAR Stadium, Tashkent                     |
| 19:00 UTC+5  | Turaev 20' · Shorakhmedov 67' · Rakhmatullaev 104' | Relatório   | Ramsay 4' · Neumann 64' | Público: 7 212 Árbitro: BHR Ali Abdulnabi |

| 3 de outubro | Al-Hilal | 0 – 4     | Ulsan Hyundai                                          | Estádio Príncipe Faisal bin Fahd, Riade   |
| 20:10 UTC+3  |          | Relatório | Rafinha 24', 27' · Kim Shin-Wook 54' · Lee Keun-Ho 65' | Público: 19 573 Árbitro: IRN Mohsen Torki |

## Semifinais
| Equipe 1   | Total | Equipe 2      | 1.º jogo | 2.º jogo |
| ---------- | ----- | ------------- | -------- | -------- |
| Al-Ittihad | 1–2   | Al-Ahli       | 1–0      | 0–2      |
| Bunyodkor  | 1–5   | Ulsan Hyundai | 1–3      | 0–2      |

### Partidas de ida
| 22 de outubro | Al-Ittihad | 1 – 0     | Al-Ahli | Estádio Príncipe Abdullah al-Faisal, Jidá      |
| 20:00 UTC+3   | Hazazi 67' | Relatório |         | Público: 17 050 Árbitro: QAT Abdullah Baloushi |

| 24 de outubro | Bunyodkor     | 1 – 3     | Ulsan Hyundai                                     | JAR Stadium, Tashkent                      |
| 18:00 UTC+5   | Ibrokhimov 5' | Relatório | Rafinha 31' · Kim Shin-Wook 53' · Lee Keun-Ho 72' | Público: 7 500 Árbitro: UAE Ali Al Badwawi |

### Partidas de volta
| 31 de outubro | Ulsan Hyundai                       | 2 – 0     | Bunyodkor | Munsu Cup Stadium, Ulsan                      |
| 19:30 UTC+9   | Kim Shin-Wook 53' · Lee Keun-Ho 75' | Relatório |           | Público: 7 864 Árbitro: QAT Abdulrahman Abdou |

| 31 de outubro | Al-Ahli                         | 2 – 0     | Al-Ittihad | Estádio Príncipe Abdullah al-Faisal, Jidá     |
| 20:00 UTC+3   | Al-Musa 44' · Victor Simões 84' | Relatório |            | Público: 17 200 Árbitro: JAP Yuichi Nishimura |

## Final
A final da Liga dos Campeões da AFC de 2012 acontecerá no estádio de um dos finalistas, decidido por meio sorteio. Este formato é uma mudança em relação as edições de 2009 e 2010, onde a final foi disputada em campo neutro.
Durante o sorteio realizado em 14 de junho de 2012, foi decidido que o estádio sede da final será o estádio do vencedor da semi-final 2.
| 10 de novembro | Ulsan Hyundai                                       | 3 – 0     | Al-Ahli | Munsu Cup Stadium, Ulsan                       |
| 19:30 (UTC+9)  | Kwak Tae-Hwi 13' · Rafinha 67' · Kim Seung-Yong 76' | Relatório |         | Público: 42 153 Árbitro: AUS Benjamin Williams |